# پیتوویروس
پیتوویروس، که اولین بار در سال 2014 در مقاله ای به آن اشاره شد، سرده ای از ویروس‌های غول پیکر است که دو گونه شناخته شدۀ آن یعنی Pithovirus sibericum و Pithovirus massiliensis می باشند که آمیب‌ها را آلوده می کنند. پیتوویروس، ویروسی DNAدار است که عضوی از کلاد ویروس‌های DNAدار بزرگ نوکلئوسیتوپلاسمی به حساب می آید. این کشف زمانی رخ داد که نمونه ای زنده در هسته یخی 30،000 هزار ساله استخراج شده از خاک منجمد سیبری، روسیه یافت شد.

## شرح
نام این سرده (پیتوویروس) به ظروف بزرگ ذخیره ای یونان باستان به نام Pithos باز می گردد که این، برای نامگذاری گونه جدید استفاده شد. طول تقریبی 1.5 میکرومتری (1500 نانومتر) و قطر 0.5 میکرومتری (500 نانومتر) این ویروس، آن را به بزرگترین ویروس شناخته شده تبدیل کرده است. این ویروس 50 درصد بزرگتر از پاندوراویروس، یعنی بزرگترین ویروس قبل از خود، و همچنین بزرگتر از استرئوکوکوس، کوچکترین سلول یوکاریوتی است. با این حال، پاندوراویروس بزررگترین ژنوم ویروسی با طول 1.9 تا 2.5 مگاباز را داراست.
پیتوویروس دیواره ای ضخیم، بیضی شکل با منفذی در یک انتها دارد. ساختارش از درون شبیه کندوی زنبور می باشد.
ژنوم پیتوویروس شامل 467 ژن متمایز است، که مقداری بیشتر از یک ویروس معمولی است، ولی بسیار کمتر از 2556 توالی فرضی کد کننده پروتئین در پاندوراویروس می باشد. دو سوم پروتئین هایش متفاوت از دیگر ویروس هاست. علی رغم شباهت های فیزیکی با پاندوراویروس، ژنوم پیتوویروس شباهت بسیار کمی را با پاندوراویروس نشان می دهد، و به جای آن نزدیکی بیشتری با اعضای خانواده های Marseilleviridae و Megaviridae و Iridoviridae دارد. این خانواده‌ها همگی شامل ویروس های بزرگ بیست وجهی با ژنوم DNA هستند. ژنوم پیتوویروس همانند Megaviridae دارای 36 درصد محتوای GC است و شباهت کمتری از این لحاظ با پاندوراویروس ها دارد (61 درصد محتوای GC).

### تکثیر
ژنوم پیتوویروس حاوی یک کروموزوم دو رشته ای DNA حلقوی (dsDNA) با 610،000 جفت باز (bp) و تقریبا حدود 467 چارچوب خوانش باز (ORF: Open Reading Frame) می باشد که به 467 پروتئین مختلف ترجمه می گردد. ژنوم ویروس، همه پروتئین‌های لازم برای تولید mRNA را کد می کند؛ این پروتئین‌ها در ویریون های استخراج شده و خالص سازی شده حضور دارند. بنابراین، پیتوویروس برخلاف روش معمول تکثیر ویروس ها که هسته سلول میزبان را تسخیر می کنند، تمامی چرخه زندگی اش را در سیتوپلاسم می گذراند.

## کشف
Pithovirus sibericum اولین بار توسط شانتال ابرگل و ژان میشل کلاوری از دانشگاه اکس مارسی و در نمونه ای 30،000 ساله از خاک منجمد سیبری کشف شد. این ویروس در حالیکه 30 متر (100 فوت) زیر سطح رسوب های دوران پلیستوسن مدفون شده بود، کشف شد. زمانیکه نمونه های جمع آوری شده آب رودخانه در سال 2000 سرشار از آمیب شده بود، یافت شد. با شروع مرگ آمیب ها این ویروس عظیم‌الجثه شناسایی گشت. نویسندگان اعلام کردند که پس از اینکه دو سال قبل از کشف این ویروس، دانه‌ای قدیمی از گیاه سیلن برگ‌باریک در نمونه ای از خاک منجمد کشف شد و زنده مانده بود، دانشمندان بر این شدند تا به جستجوی ویروس ها در این نمونه‌های یخ زده بپردازند. کشف پیتوویروس در مجموعه مقالات آکادمی ملی علوم آمریکا در ماه مارس سال 2014 منتشر شد.
اگرچه این ویروس برای انسان مشکل زا نیست، زنده ماندن آن پس از هزاران سال منجمد بودن، نگرانی ها را افزایش داده است که مبادا تغییرات اقلیمی جهانی و حفاری های توندرا موجب کشف ویروس های ناشناخته و بالقوه بیماری زا شود. با اینحال، دیگر دانشمندان این سناریو را تهدیدآمیز نمی دانند.
یک گونه جدید از این سرده بنام Pithovirus massiliensis، در سال 2016 ایزوله شد. ویژگی های اصلی مانند ترتیب ORFها و ژن های یتیم (orphan genes) بین دو گونه شناخته شده از این سرده، کاملا محافظت شده است.

## تکامل
نرخ جهش در ژنوم این ویروس حدود 6-10 × 2.23 جهش جانشینی در هر جایگاه به ازای هر سال تخمین زده شده است. نویسندگان پیشنهاد داده اند که دو گونه شناخته شده پیتوویروس حدود دویست هزار سال پیش از هم جدا شده اند.